# Papp Gábor (sakkozó)
Papp Gábor (Pécs, 1987. május 4. –) magyar sakkozó, nemzetközi nagymester, U12 és U18 korosztályos magyar bajnok, U12 korosztályos ifjúsági Európa-bajnoki bronzérmes, a magyar női sakkválogatott szövetségi kapitánya.

## Pályafutása
Két alkalommal szerezte meg az U12 magyar bajnoki címet, 1998-ban és 1999-ben. 1999-ben bronzérmet szerzett az U12 korosztályos ifjúsági sakk-Európa-bajnokságon. 2005-ben megnyerte az U18 korosztályos magyar bajnokságot.
2004-ben kapta meg a nemzetközi mesteri, és a háromszori normateljesítés után 2011-ben a nemzetközi nagymesteri címet. A normákat az alábbi versenyeken teljesítette:
- 24e open international de Cappelle verseny (Franciaország) (2008),[3]
- MitropaCup-2010 (Svájc),[4]
- Zadar Open 2010 Group A (Horvátország).[5]

2016. augusztusban az Élő-pontértéke a klasszikus sakkban 2583. Az eddigi legjobb értékszáma 2608, amelyet 2015. novemberben ért el. Rapidsakkban 2569, villámsakkban 2587 ponttal rendelkezik. A magyar ranglistán az aktív játékosok között a 9. helyen áll.
2012 óta sakkedzőként dolgozik, 2015-ben lett a női válogatott szekundánsa, majd szövetségi kapitánya. Edzői munkája mellett csak kevés versenyen vesz részt.

## Kiemelkedő versenyeredményei
- 2. helyezés: First Saturday GM verseny Budapest (2004)[9]
- 1-3. helyezés: 11. Papp Béla Emlékverseny (2004)[10]
- 2-4. helyezés: Open Oberwart (2006)[11]
- 2. helyezés: Első Barcza Gedeon Emlékverseny Budapest (2008)[12]
- 1. helyezés (holtversenyben): Open Oberwart (2008)[13]
- 3. helyezés (holtversenyben): Pula (2009)[14]
- 3. helyezés (holtversenyben): Forni di Sopra (2011)[15]
- 1. helyezés: Nagybánya (2012)[16]

## Csapateredményei
Tagja volt a 2003-ban az U16-os korosztályos sakkolimpián 1. helyezést elért magyar válogatottnak, és egyéniben is a mezőny legjobb eredményét érte el.
2002-ben és 2003-ban az U18 korosztályos Európa-bajnokságon is a válogatott tagja volt.
A MITROPA Kupán a magyar válogatottal 2006-ban és 2012-ben 1. helyezést, 2010-ben 2., 2009-ben 3. helyezést ért el. 2010-ben a mezőny legjobb eredményét teljesítette.